# Долмабахче
Долмабахче (тур. Dolmabahçe — «насипний сад») — палац османських султанів на фракійській стороні Босфору в Стамбулі на межі районів Бешикташ і Кабаташ.

## Історія
До XVII ст на місці палацу була гавань, що використовувалася з античних часів. Вважають, що саме з неї Мехмед II Фатіх звелів витягнути на берег свої кораблі і переправити їх у бухту Золотий Ріг під час взяття Константинополя. У часи Османської імперії у цій бухті стояли флагмани її флоту і проводилися традиційні морські святкування. В XVII ст гавань була засипана і створений сад Долмабахче, що використовувався падишахами для відпочинку. На території саду був збудований дерев'яний комплекс Бешикташ Сахіль Сарайї. Його було зруйновано, коли розпочали будівництво Долмабахче.
Новий палац будувався в 1842—1853 для султана Абдул-Меджида I, який став перейматися середньовічним палацовим комплексом Топкапи та бажав мати палац в стилі бароко, здатний змагатися у вишуканості з європейськими резиденціями XVIII століття.
За увесь час у палаці проживало шість султанів — Абдул-Меджид I (1839—1861), Абдул-Азіз (1861—1876), Мурад V (1876), Абдул-Гамід II (1876—1909), Мехмед V (1909—1918), Мехмед VI (1918—1922), Абдул-Меджид II (1922—1924).
У 1889 Абдул-Гамід II переніс свою резиденцію в новозбудований палац Їлдиз, однак його наступники повернулися в Долмабахче. Після падіння монархії в палаці оселився Ататюрк (1927—1938); тут він і помер 10 листопада 1938. До 1949 року, під час правління президента Ісмета Іненю, палац використовували як резиденцію. У 1984 році було відкрито музей.

## Архітектура
В архітектурі палацу відображено стилі бароко, рококо, неокласицизм. Архітекторами виступали Оханнес Серверіян, вірмени з сімейства Бальянів — Карабет Бальян та Нікогос Бальян, Джеймс Вільям Смітт. Відповідальними за будівництво були Хаджи Саїд Ага (1843—1850) та Ессеїд Алі Шахін Бей (1850—1856). Для облицювання використовували дорогий Єгипетський алебастр та мармур з берегів Мармурового моря.

### Будівлі
Головний корпус поділяється на три частини: Майбейн-і-Хамаюн (Селямлик), що призначений для адміністративних справ; зала Муайеде, що використовувалася для аудієнцій султана та церемоній; Харем-і-Хюмаюн (Гарем), де султан жив зі своєю сім'єю. Загалом у палаці 285 кімнат, 44 зали, 68 туалетів, 6 лазень. Він вважається найбільшим у Туреччині. Окрім головного корпусу, що простягнувся вздовж Босфору, на території палацу розміщені скляний павільйон, вольєри для птахів, конюшні, кухні, годинникова вежа.

### Інтер'єри
У палаці зберігається 131 шовкових килимів Хереке, дипломатичні подарунки, чеський кришталь, севрська порцеляна та старовинні меблі. На прикрасу Кришталевих сходів та інших інтер'єрів пішло 14 тонн золота, а загальна вартість будівництва перевищила 5 мільйонів золотих фунтів. Серед основних визначних пам'яток — подарована королевою Вікторією люстра з богемського скла вагою майже в 5 тонн, і картини Івана Айвазовського, які художник виконав на замовлення султана. За кілька десятиліть палацовий комплекс, спочатку скромний за розмірами, розрісся до того, що мав 45 000 м².
Зараз палац є музеєм. Оглянути інтер'єри палацу можливо тільки в складі екскурсії.

## Галерея

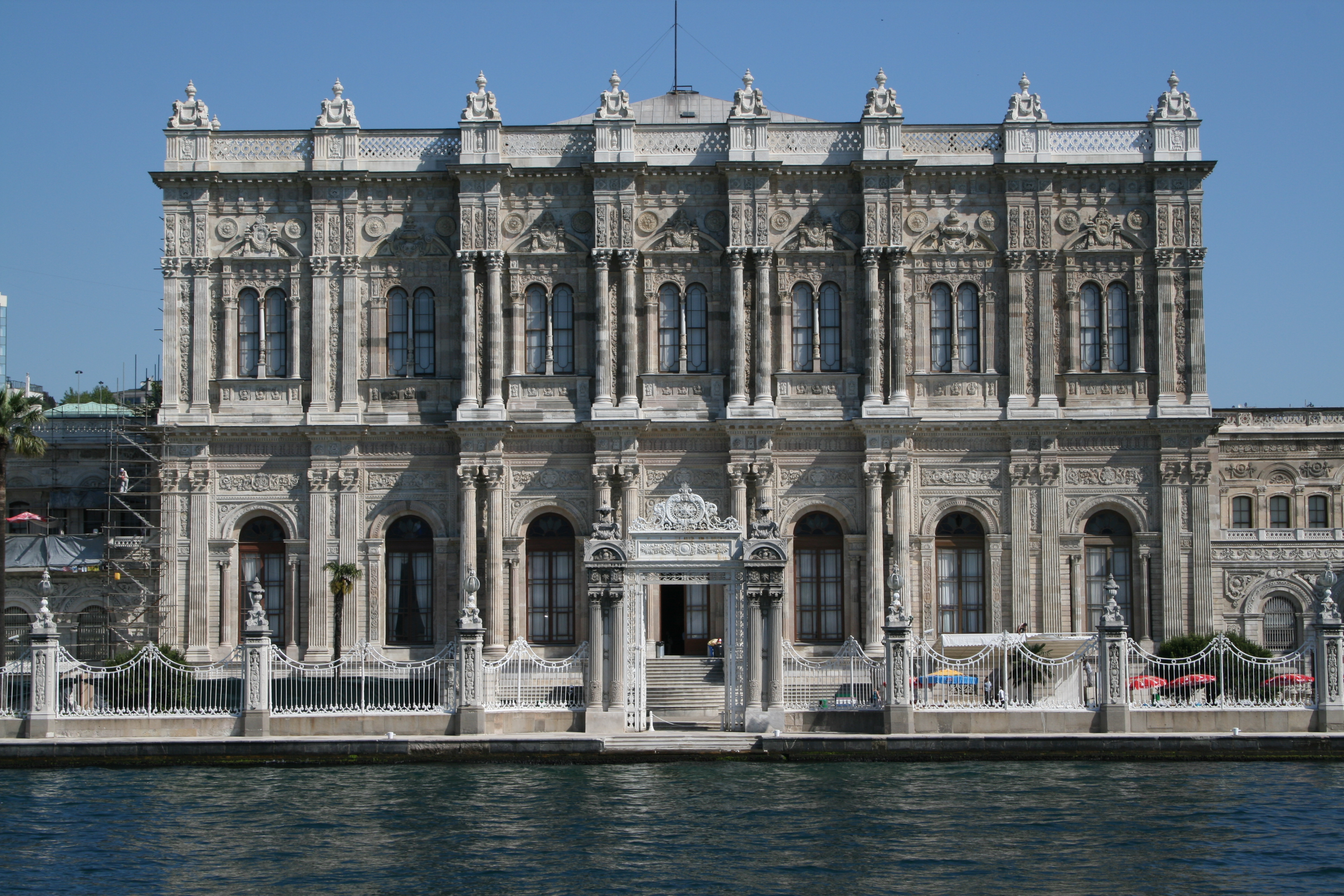
Вид на палац із протоки
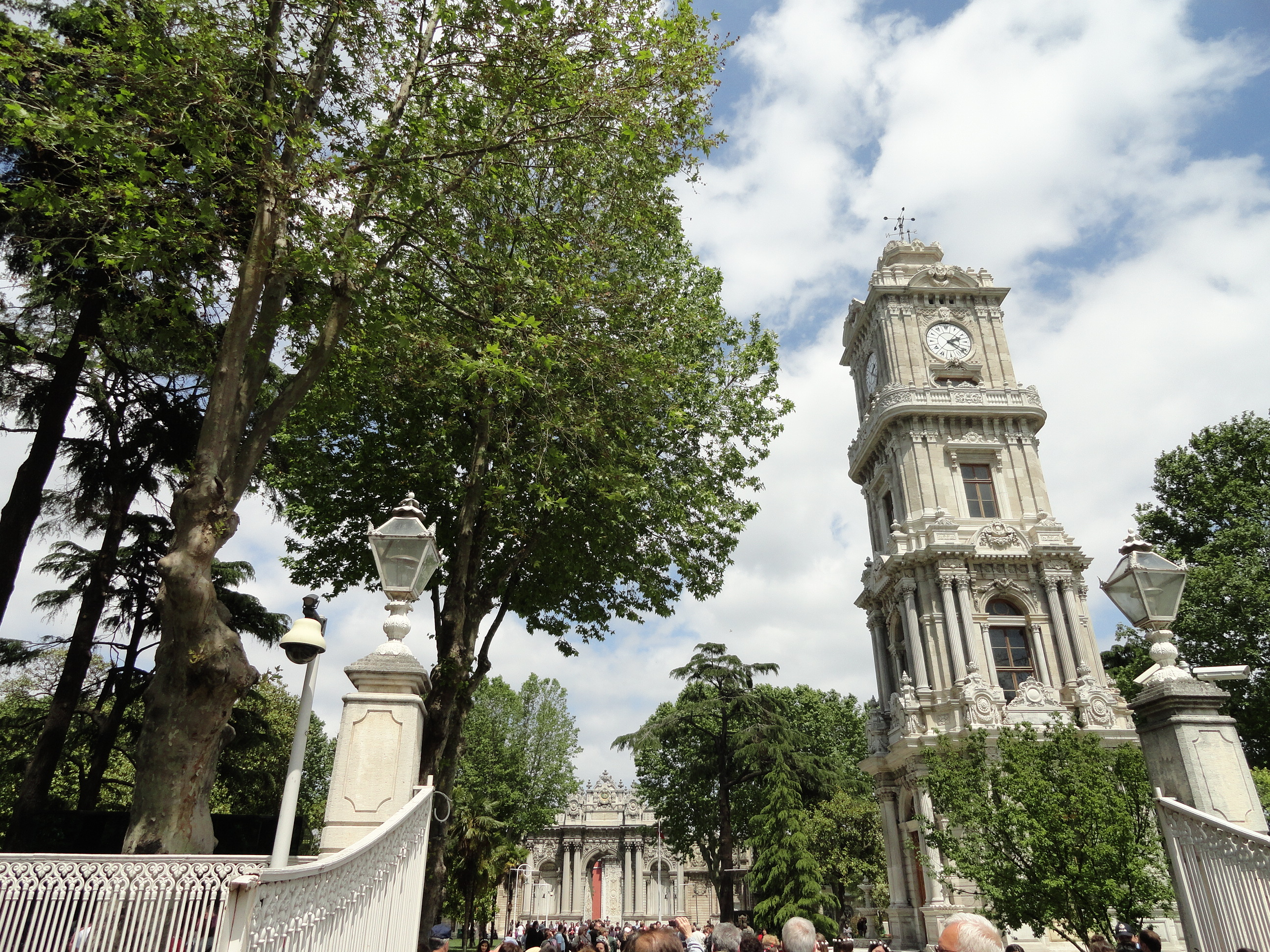
Годинникова вежа
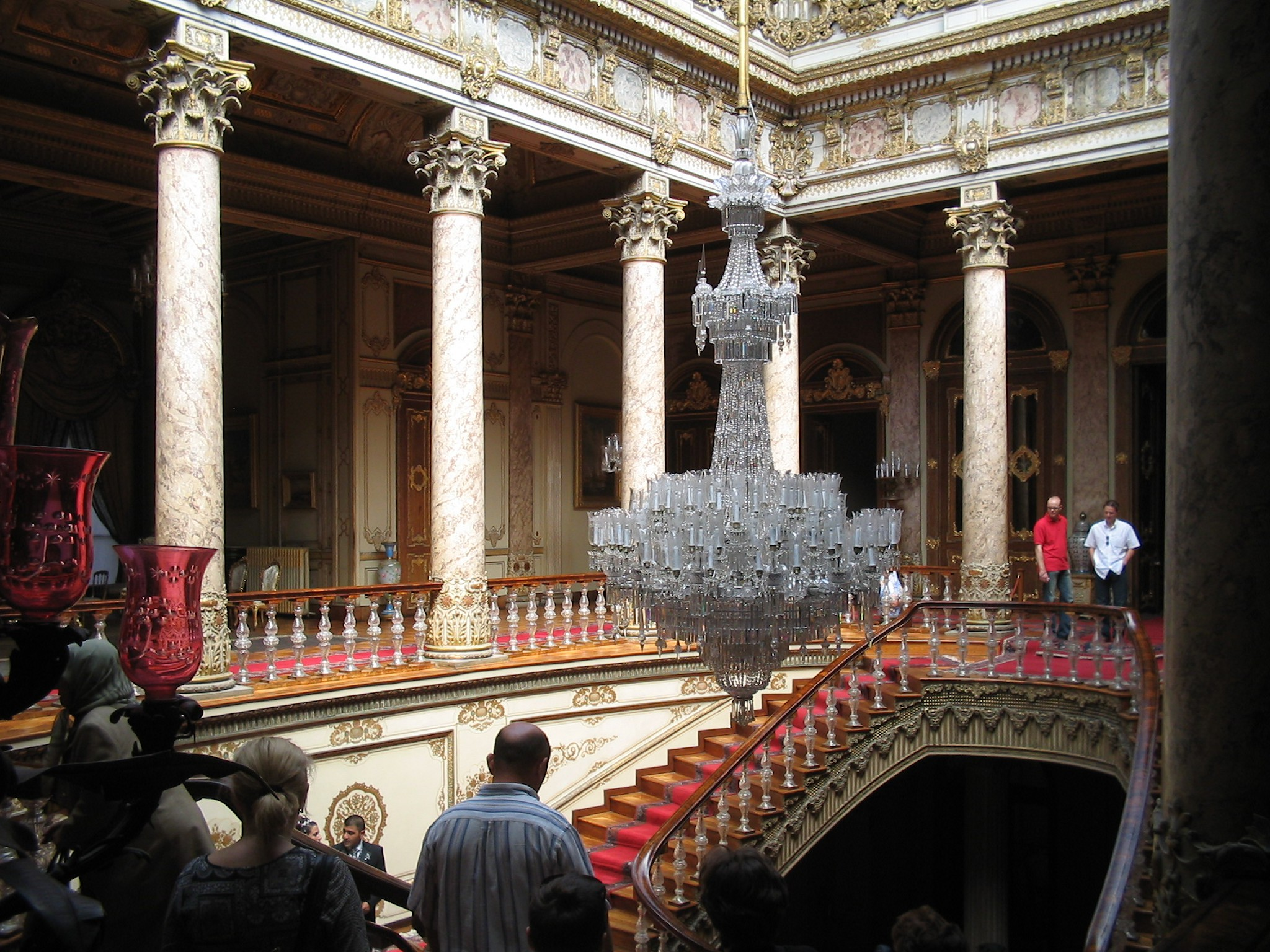
Кришталеві сходи
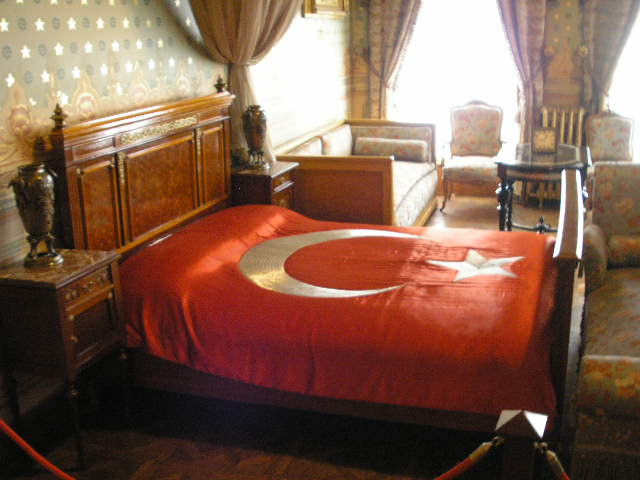
Ліжко, на якому помер Ататюрк
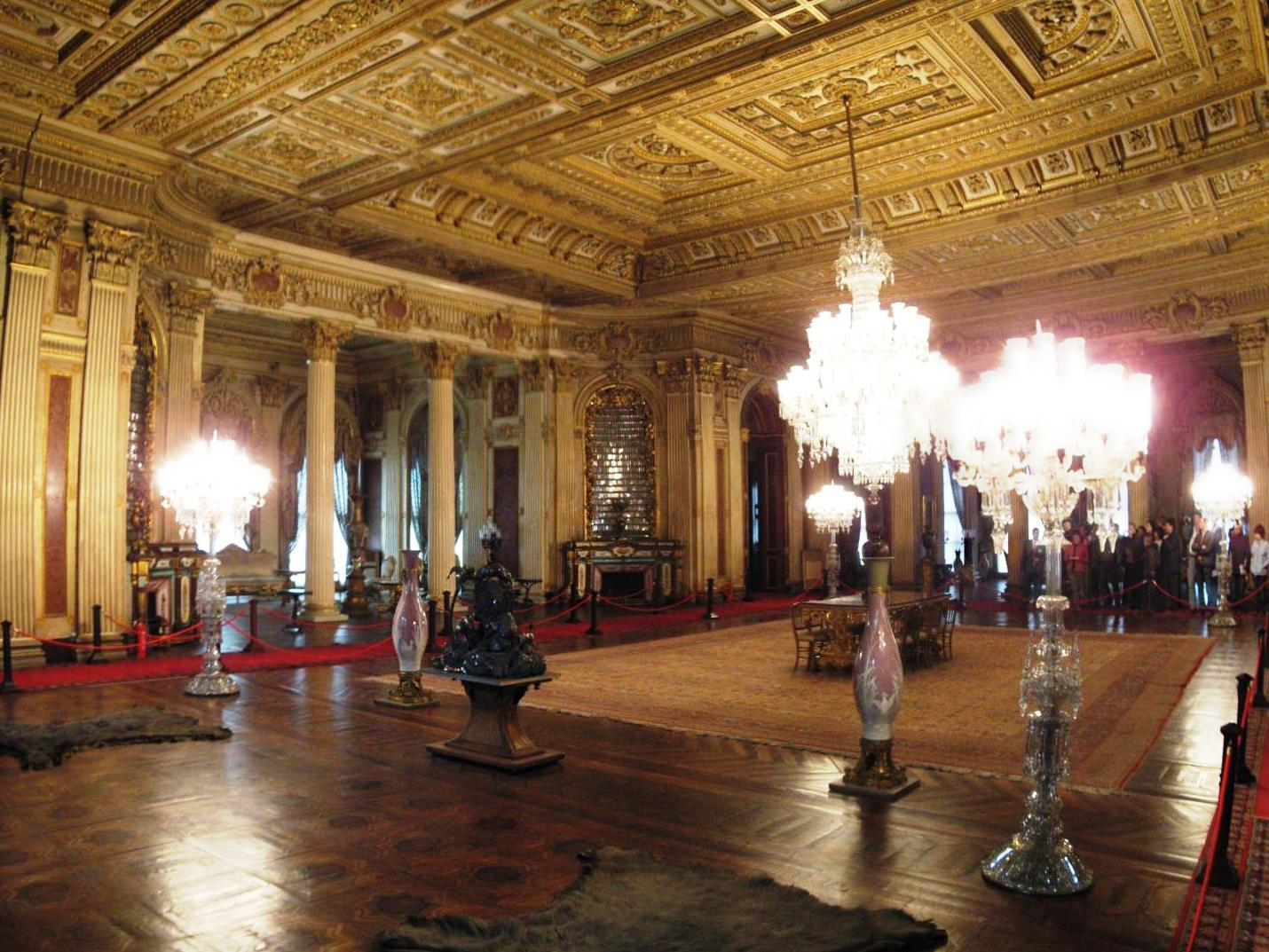
Зал послів
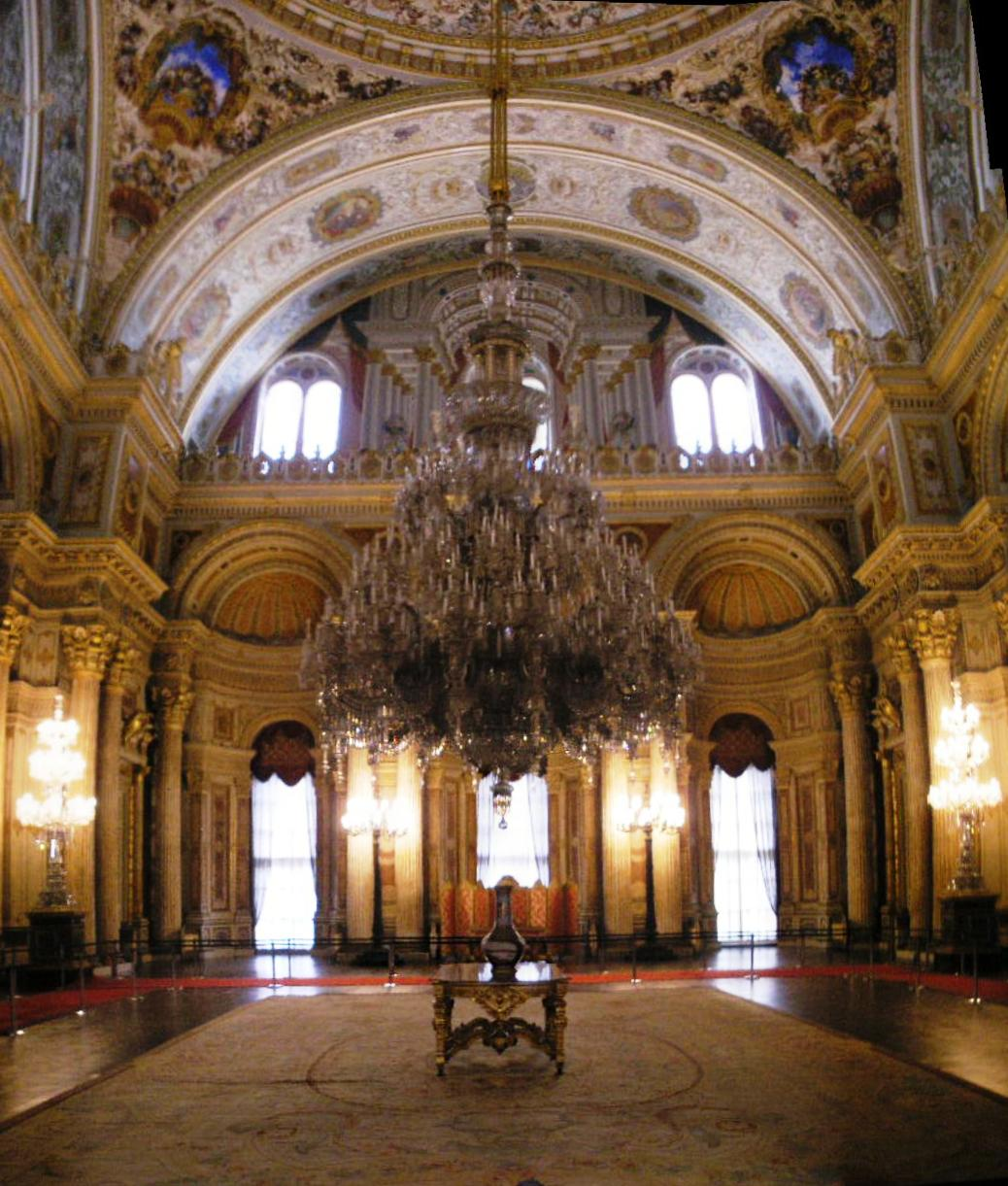
Великий салон
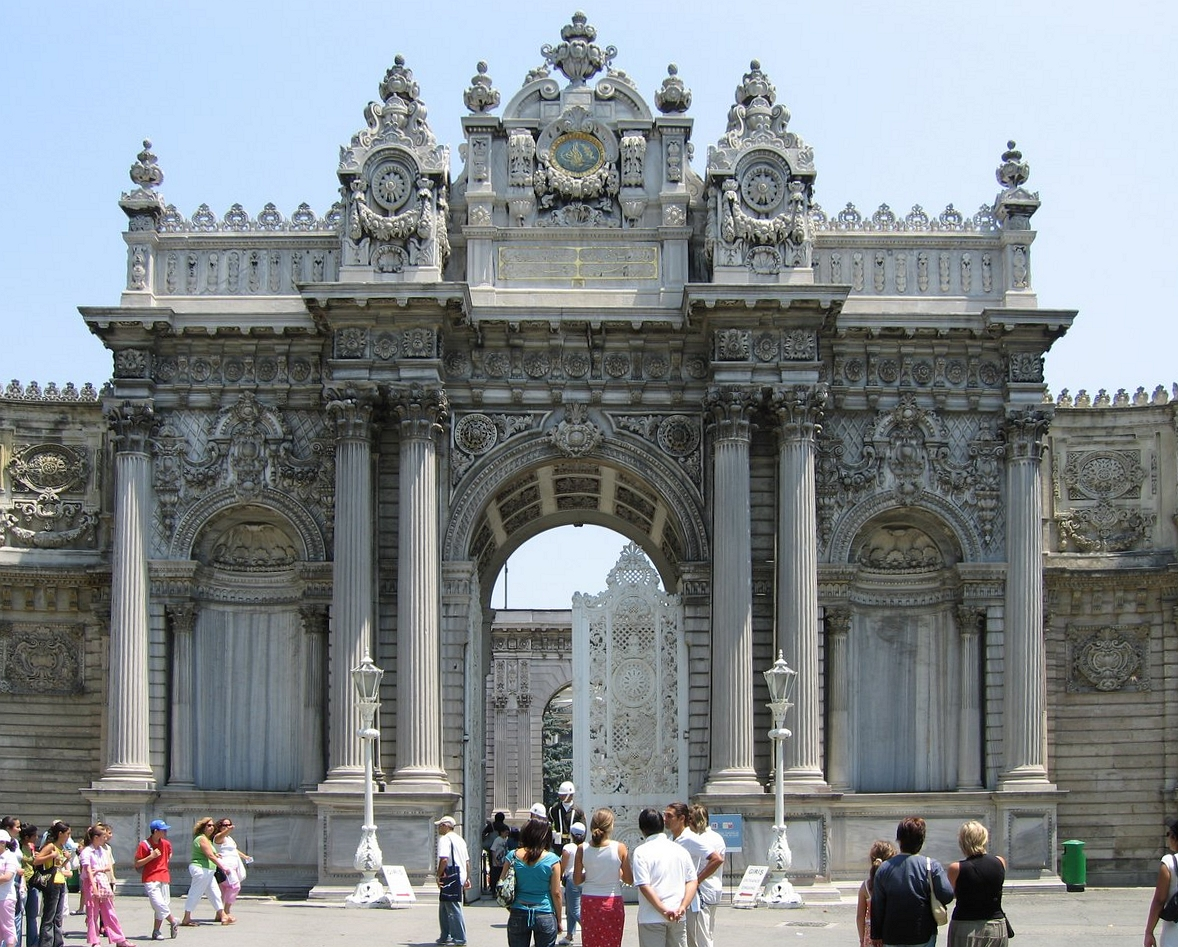
Головна брама
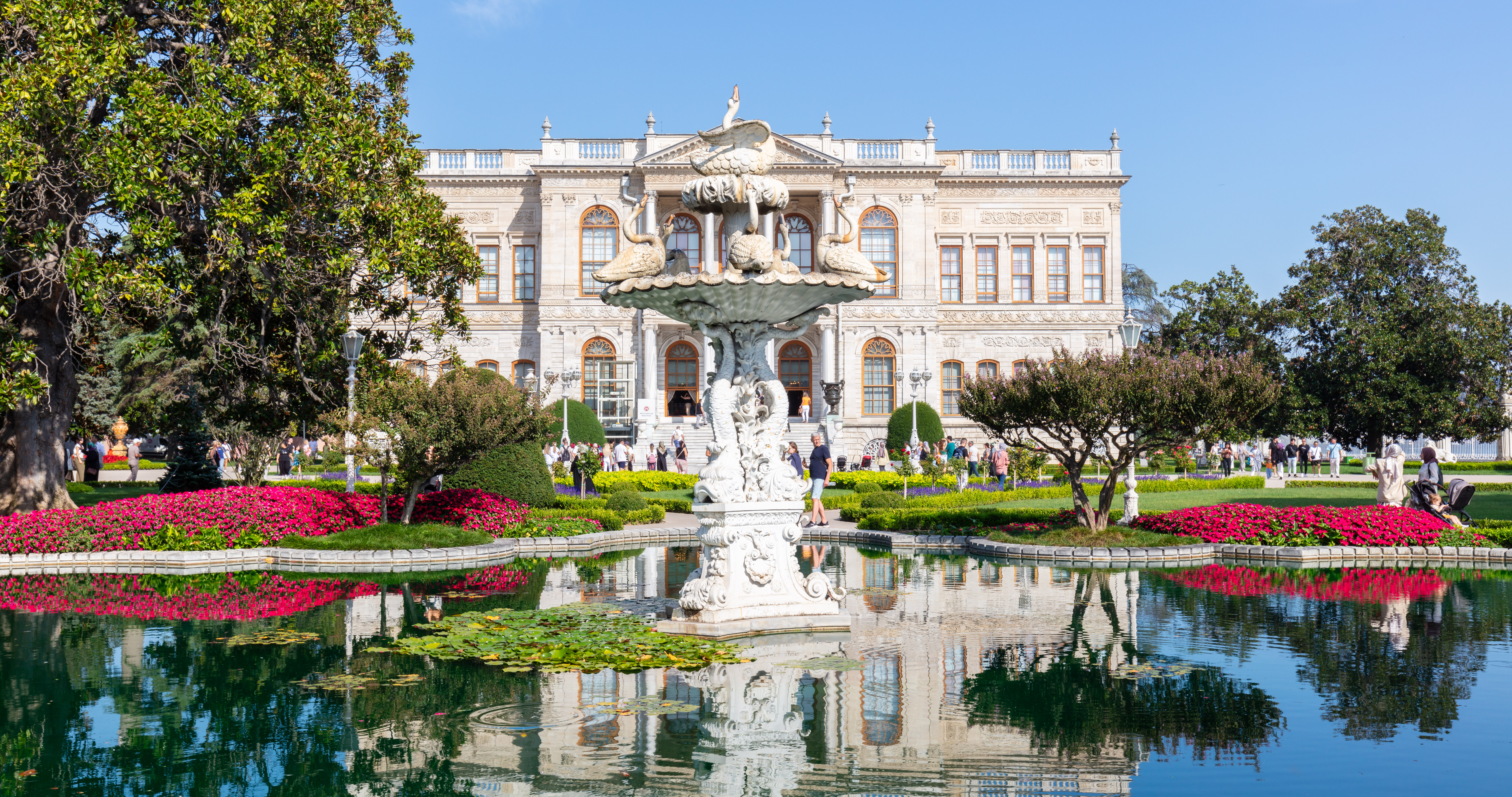
Фонтан усередині саду
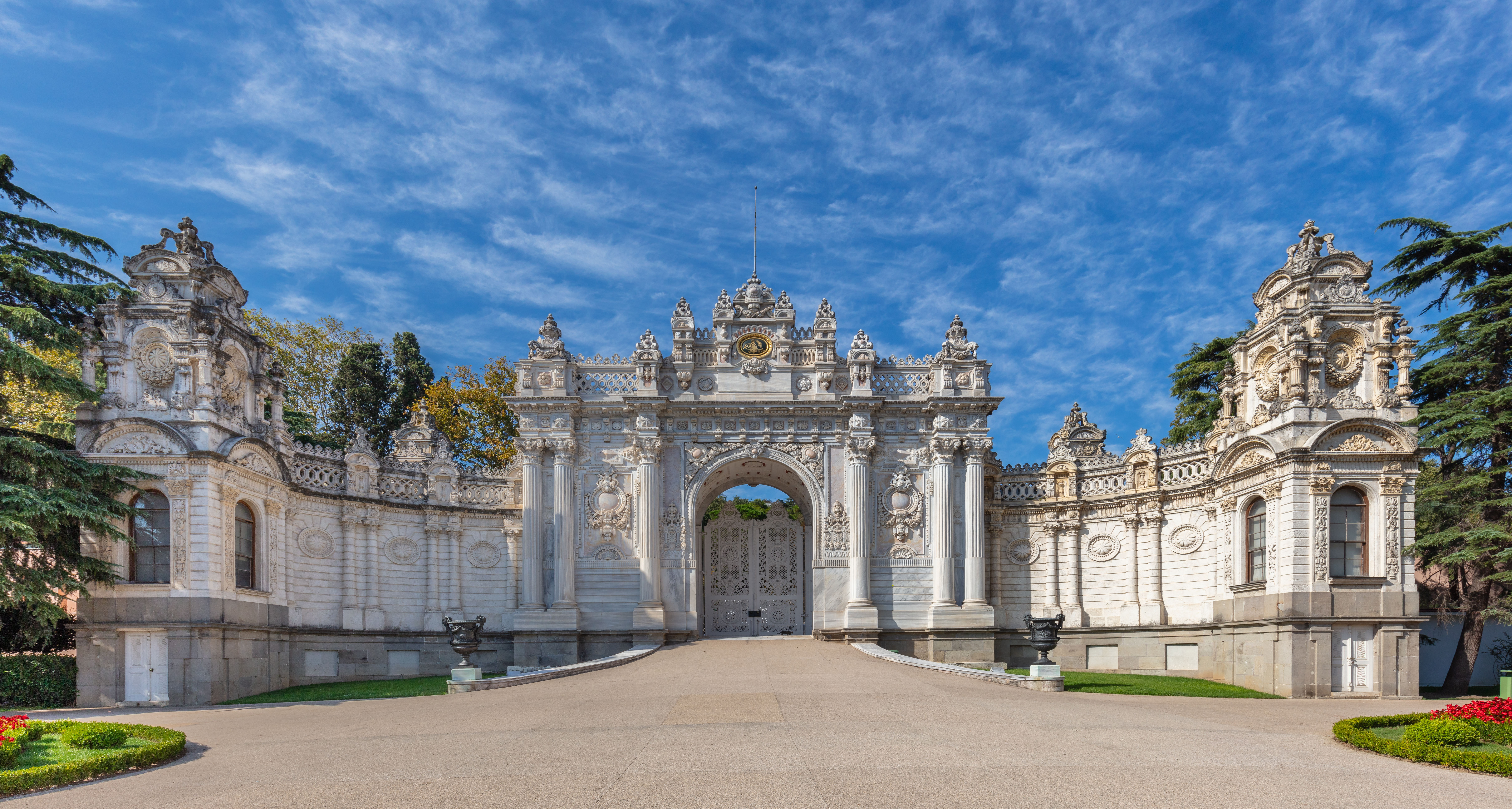
Північна брама палацу
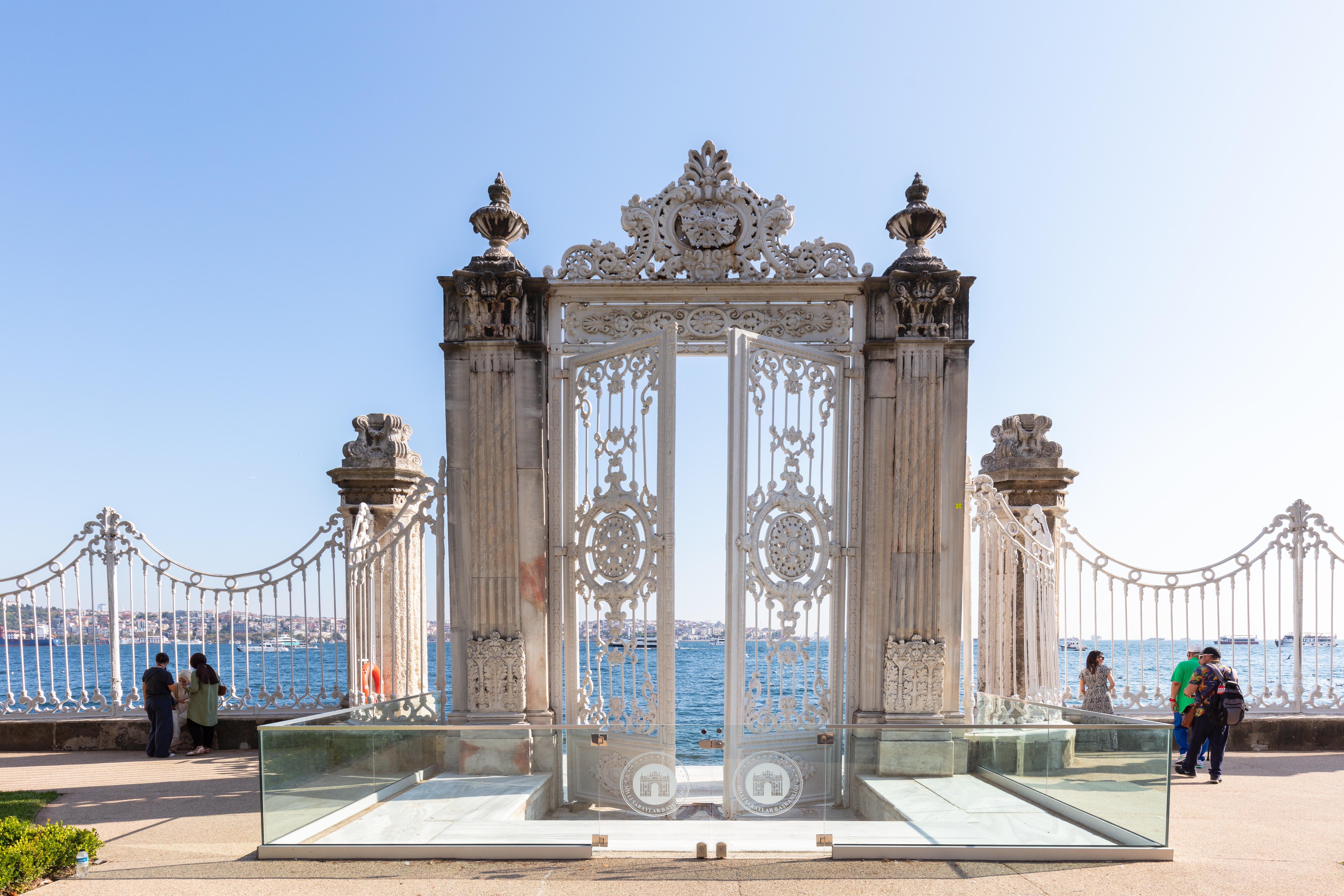
Східна брама палацу (на задньому плані Босфор)